# Уж (Верхняя Сона)
Уж (фр. Ouge) — коммуна во Франции, находится в регионе Франш-Конте. Департамент — Верхняя Сона. Входит в состав кантона Витре-сюр-Манс. Округ коммуны — Везуль.
Код INSEE коммуны — 70400.

## География
Коммуна расположена приблизительно в 280 км к юго-востоку от Парижа, в 70 км севернее Безансона, в 39 км к северо-западу от Везуля.
По территории коммуны протекает река Ужот.

## Население
Население коммуны на 2010 год составляло 122 человека.
| 1962 | 1968 | 1975 | 1982 | 1990 | 1999 | 2010 |
| ---- | ---- | ---- | ---- | ---- | ---- | ---- |
| 250  | 210  | 180  | 181  | 153  | 143  | 122  |

## Экономика
В 2010 году среди 66 человек трудоспособного возраста (15—64 лет) 52 были экономически активными, 14 — неактивными (показатель активности — 78,8 %, в 1999 году было 62,7 %). Из 52 активных жителей работали 49 человек (26 мужчин и 23 женщины), безработными были 3 (3 мужчин и 0 женщин). Среди 14 неактивных 5 человек были учениками или студентами, 4 — пенсионерами, 5 были неактивными по другим причинам.

## Достопримечательности
- Церковь XV века. Исторический памятник с 1988 года[3]
- Замок Уж (XVI век). Исторический памятник с 1989 года[4]
- Монументальный крест (XVIII век). Исторический памятник с 1959 года[5]

## Фотогалерея

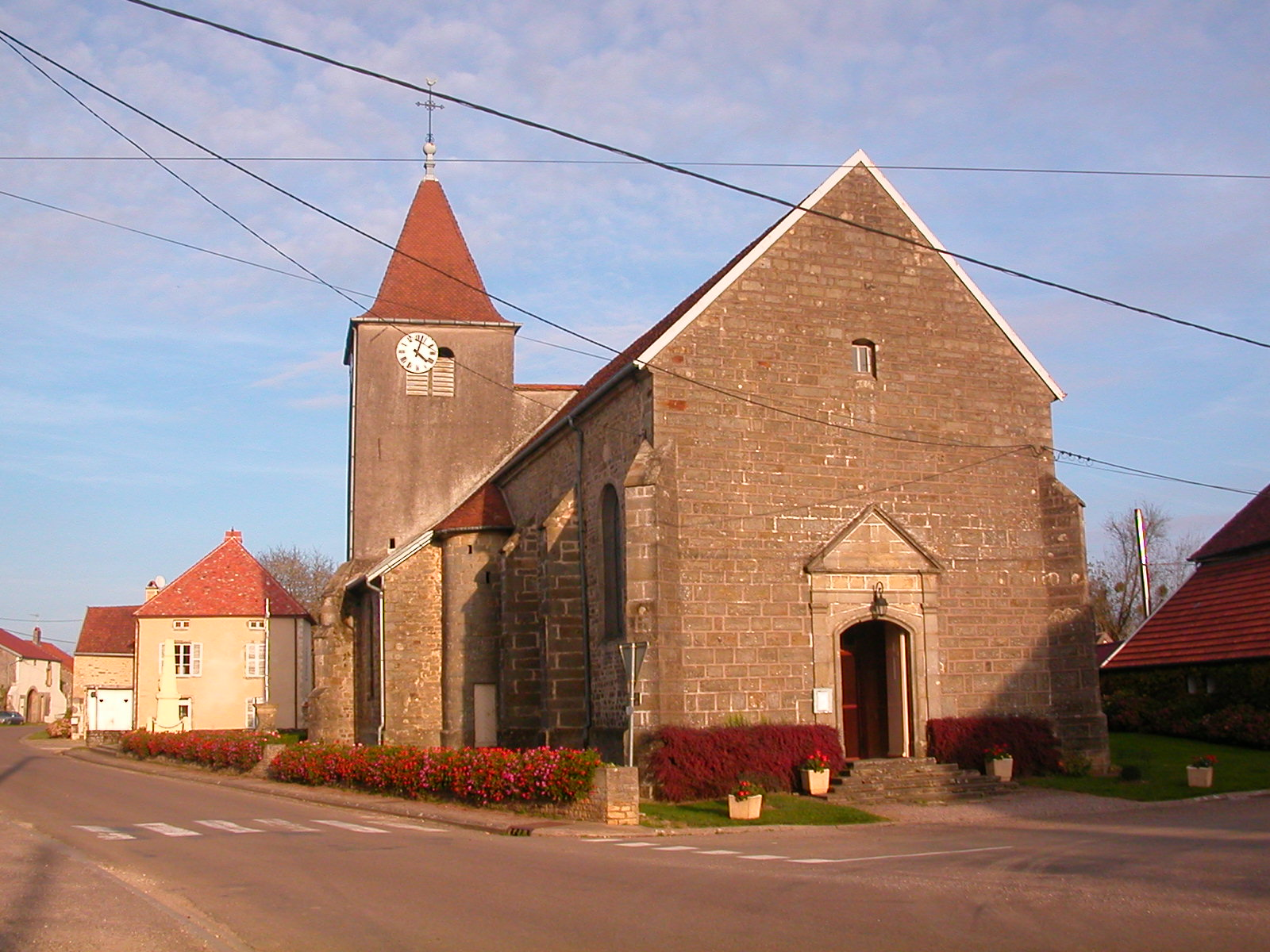
Церковь
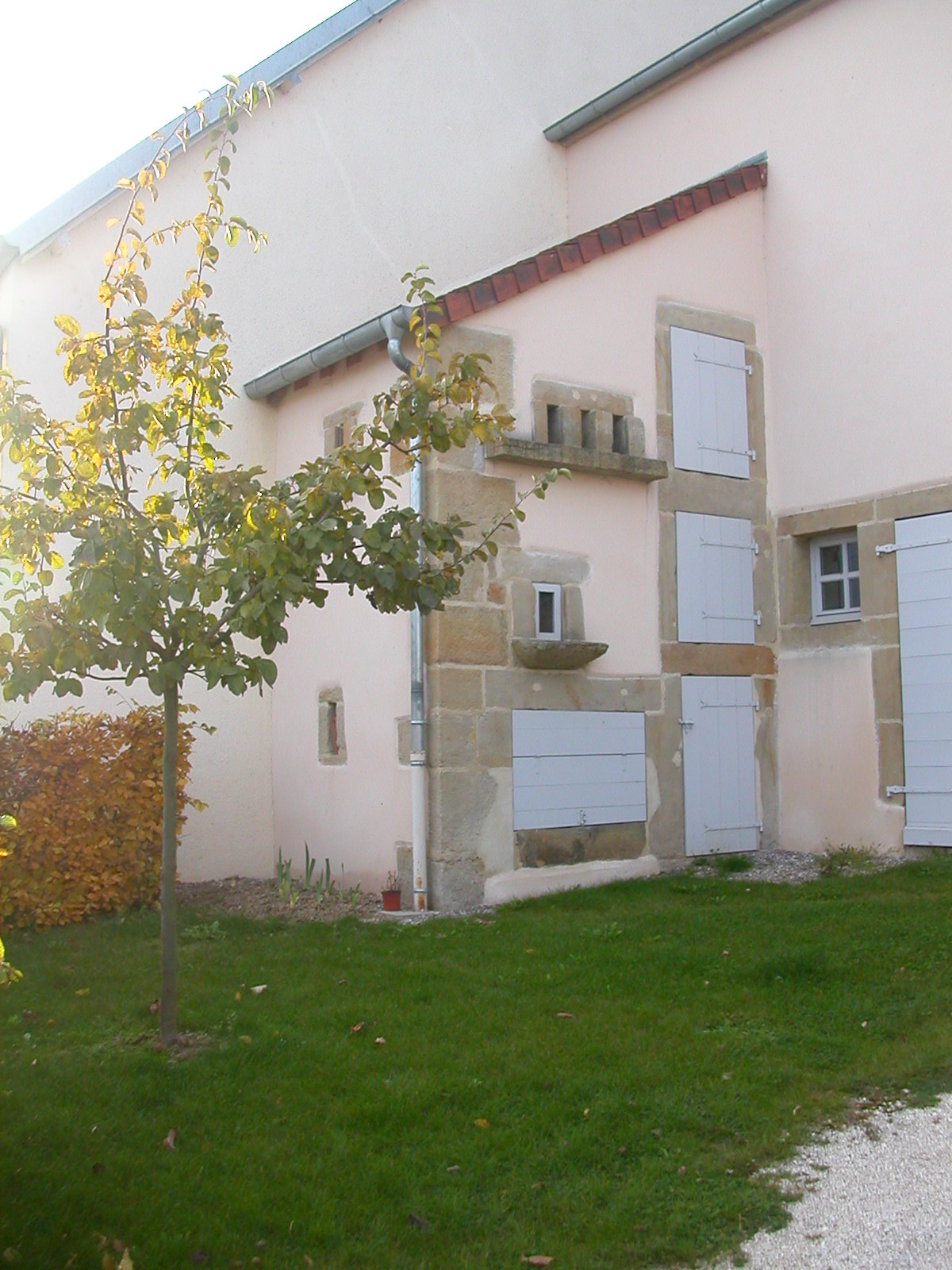
Дом
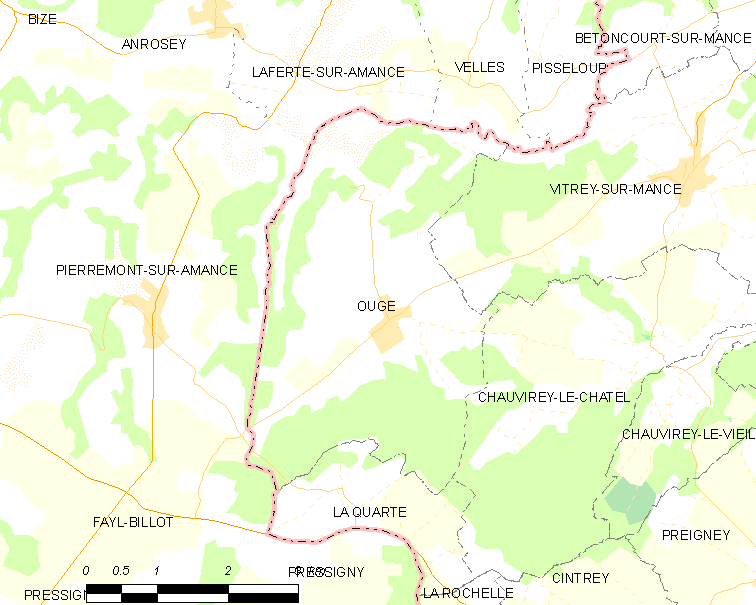
Карта коммуны